# براد هيل (لاعب كرة قاعدة)
براد هيل (بالإنجليزية: Brad Hill)‏ هو لاعب كرة قاعدة أمريكي، ولد في 2 مايو 1962 في غالفا في الولايات المتحدة.